# John Buttigieg
John Buttigieg (Sliema, 5 ottobre 1963) è un allenatore di calcio ed ex calciatore maltese, di ruolo difensore.

## Carriera

### Allenatore
Dopo aver allenato la nazionale maltese nel biennio 2009-2011, nel gennaio 2021 è stato assunto come tecnico del Floriana, in sostituzione del dimissionario Vincenzo Potenza. L'esperienza sulla panchina della sua ex squadra di club è tuttavia durata poco più di un mese, e in febbraio Buttigieg si è dimesso dall'incarico, dopo 7 partite senza nessuna vittoria all'attivo.
Nel 2025, in occasione di una votazione tenutasi per i 125 anni della Federazione calcistica di Malta, è stato inserito nella migliore formazione di tutti i tempi della nazionale maltese.

## Palmarès

### Individuale
- Calciatore maltese dell'anno: 1

1987-1988
- Malta's best XI of all time (2025)